# سعيد الجابي
محمد سعيد الجابي داعية ومفكر إسلامي وعالم دين سني سوري، برز في مطلع القرن التاسع عشر الميلادي (1) من مواليد سوريا حماة (1879 إلى 16 يناير 1948) أتم في سوريا حفظ القرآن وتعلم اللغة وعلوم الحديث فيها، وأقام فترة من حياته في إسطنبول ضمن رحلته في طلب العلوم الشرعية، وتعود أصوله إلى قبيلة الحويطات في الأردن. وهو خال القاضي ورجل الدين محمد الحامد، ويَمُتّ بصلة قرابة لللشاعر السوري محمد بن هلال الهلالي، وكان والد الشيخ عدنان العرعور أحد تلاميذه.
رسخ الشيخ خلال 30 عام عقيدة التوحيد في مدينة حماة بعدما كان متفشيًا فيها الجهل والتصوف والبدع، وقد تعرض للعديد من المضايقات من المتصوفين والمبتدعين. وقد صدر له 5 مؤلفات كان أبرزها كتاب «النقد والتزييف» والذي كان رداً على كتاب «الدر اللطيف» لمؤلفه حسين الخطيب وعلى بعض المتصوفة. وقد كتب عنه عدد من الفقهاء والشعراء، منهم الشيخ محمد أديب كلكل في كتابه «الأنيس في الوحدة» وكتب أيضًا الشاعر بدر الدين الحامد قصيدة في مدحه.

## المولد والنشأة
محمد سعيد بن الحاج عبد الغني بن الشيخ مصطفى الجابي ولد بسوريا بمدينة حماة في (1879م الموافق 1295هـ) (2) نشأ في أسرة متديّنة وتَعلمَ في سن كبير القراءة والكتابة وعلم الحساب وأَتَمَ حفظ القرآن وتَعلمَ علوم الحديث، ويتميز بسرعة البديهة وقوة الحجة، وعمل في صناعة النسيج حتى بلغ الأربعين من عمره، التقى بعدها بمجموعة من علماء مدينة حماة الذين وجهوه نحو العلوم الشرعية، وقد تأثر بخاله «نعمان زهير» الذي أسند إليه وظيفة التدريس في جامع الأشقر بحماة، ثم عين مدرس دين في إعدادية حماة خلال العهد العثماني، وعمل في تدريس اللغة العربية في مدرسة دار العلم والتربية، ثم أصبح معلمًا في المدرسة التجهيزية، فضلاً عن عمله مدرس وواعِظ في مساجد حماة. ثم أقام بعدها في إسطنبول لسنوات من حياته لمواصلة دراسته وهناك التقى بكل من الشيخ جمال الدين الأفغاني ومحمد عبده ومحمد رشيد رضا، وكانت تجمعه علاقة قوية بين الشيخ أحمد الصابوني والشيخ حسن الرزق، وعندما تقررت عودته إلى حماة تزعم حركة الإصلاح الديني فيها. وقد تخرج على يديه عدد من علماء سورية ومنهم «الشيخ محمد الحامد»، وكان له نشاط في مجال العمل الاجتماعي من خلال دروسه ومواعظه التي كان يلقيها في المساجد، كما ساهم في تأسيس دار للأيتام بمدينة حماة، وكانت له مواقفه الجهادية ضد الانتداب الفرنسي على سوريا.

## المؤلفات
صدر للشيخ 5 مؤلفات رسمية ويوجد له مؤلفات لم ترى النور محفوظه عند ابنته في حماة، وكان أول كتاب له «كشف النقاب» الصادر سنة (1929م - 1347هـ) والذي رد فيه على «كتاب السفور والحجاب» للكاتبة اللبنانية نظيرة زين الدين وكشف ما فيه من مغالطات، وفي سنة (1930م - 1349هـ) صدر له كتاب «القول المعتبر في انشقاق القمر»، وفي سنة (1932م - 1350هـ) صدر له كتاب «التبيين في الرد على المبشرين» من طباعة ونشر مطبعة الإصلاح، وفي (1 يناير 1982م - 1402هـ) أصدر كتاب «النقد والتزييف» والذي يعتبر من أشهر مؤلفاته والصادر عن المكتب الإسلامي للطباعة والنشر في سوريا، خصصه للرد على «كتاب الدر اللطيف» لمؤلفه حسين الخطيب، ورد فيه الأحاديث الموضوعة والأباطيل التي جاءت فيه وقد أثار الكتاب ضجة كبيرة آن ذاك، وصدر أخر كتاب له في سنة (2013م - 1434هـ) بعنوان «المنظومة الجابية في السيرة النبوية وشرحها» عن دار الإمام الشاطبي للطباعة والنشر والتوزيع، وينسب له كتاب «التاريخ العام في سيرة سيد الأنام»، وكتاب «تاريخ مدينة أبي الفداء».(3)
وقد صدر له ديوان شعري بعنوان «هداية العصريين إلى محاسن الدين»، ومن قصائده قصيدة «عجبت» وقصيدة «وهل يمنع العلم الصحيح حجابها» وله قصائد تضمنتها بعض كتبه منها «كتاب كشف النقاب»، وكتاب «التبيين في الرد على المبشرين»، وله أيضًا شعر مخطوط في السيرة النبوية. وقد جاء ذكر الشيخ في قصيدة مدح كتبها الشاعر بدر الدين الحامد مدح فيها الشيخ وكتابه «النقد والتزييف» قال فيها:

## مواقفه
يذكر للشيخ موقف مع أحد المستشارين الفرنسيين: (4) عندما طلب المستشار من علماء حماة التنازل عن الجامع الأعلى الكبير ليضمه إلى الكنيسة المجاورة في مدرسة الراهبات، فلم يجيب العلماء، إلى أنْ قال أحدهم: إن لنا شيخًا اسمه محمد سعيد الجابي، وهو وحده قادر على الموافقة وإعطاء الجواب، فاستدعى المستشار الفرنسي الشيخ وطلب منه الموافقة على ضم المسجد فأجابه: «خذوه لكن بالثمن الذي أخذناه، لقد أخذناه بالسيف وما تزال ضربات السيوف ظاهرة فيه ودفعنا ثمنه بالدم.» وأُعْجِبَ المستشار بجرأته وصراحته.

## وفاته
توفى الشيخ يوم الجمعة 16 يناير 1948 الموافق 5 ربيع الأول 1367هـ عن عمر ناهزه (68 سنة) ودفن في مدينة حماة.

## جامع سعيد الجابي
أُنْشِأَ للشيخ جامع باسمه في مدينة حماة في حي البعث بجانب مكتب البريد سنة (1999م/ 1240هـ) ويضم الجامع معهد لتحفيظ القرآن الكريم ومكتبة شاملة. وقد تعرض خلال الثورة السورية سنة 2011 لعمليات قصف وإحتلال من قبل الجيش السوري على إثر أحداث الأزمة السورية وكان منصة لإنطلاق المظاهرات الشعبية في حماة التي نددت بسقوط بشار الأسد.

## المراجع

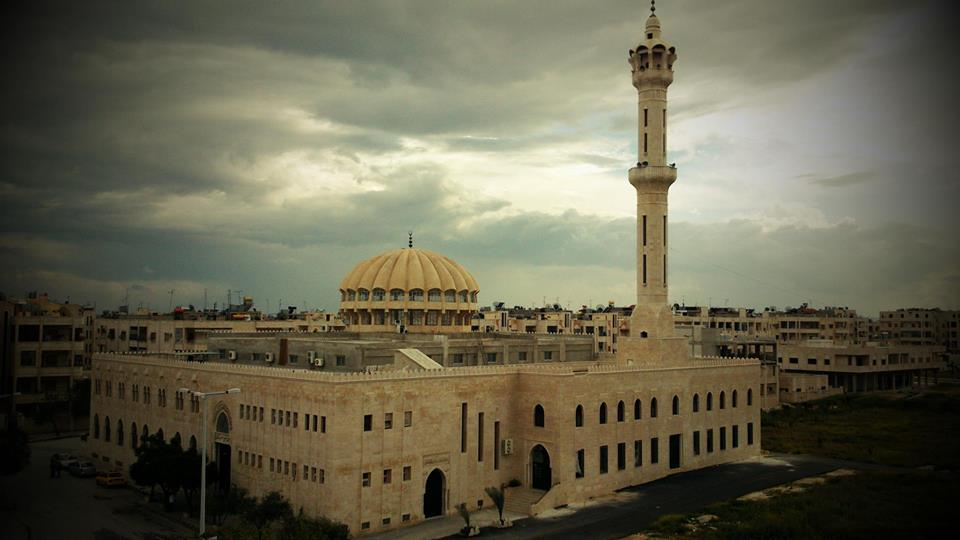
صورة بتاريخ 22 يونيو 2015 نظهرة جامع الشيخ سعيد الجابي في حي البعث.

## هوامش
- 1: «القرن العشرين» عبد القادر عياش: معجم المؤلفين السوريين في القرن العشرين - دار الفكر - دمشق 1985.
- 2: «نبذه عنه» سليمان سليم البواب: موسوعة أعلام سورية في القرن العشرين - دار المنارة للنشر والتوزيع - بيروت 2000.
- 3: «مؤلفات» مؤيد الكيلاني: سلسلة بلادنا - كتاب محافظة حماة - وزارة الثقافة - دمشق 1964.
- 3: «من مواقفه» وليد قنباز: مقالات للكاتب في جريدة الفداء نشرت في أعداد متفرقة من الجريدة - صحيفة الفداء - حماة 1999.